# Perigramma intermedia
Perigramma intermedia là một loài bướm đêm trong họ Geometridae.